# Oliver!
|  | Per a altres significats, vegeu «Oliver! (musical)». |

Oliver! és una pel·lícula dirigida per Carol Reed l'any 1968. Basada en el musical del mateix nom de Lionel Bart, el qual al seu torn es basava en la novel·la de Charles Dickens Oliver Twist. Va aconseguir 6 Oscars de 12 nominacions: millor pel·lícula, director, direcció artística, so, banda sonora adaptada.Ha estat doblada al català.

## Argument
Oliver (Mark Lester), un nen orfe, fuig de l'orfenat en el qual es troba reclòs i arriba a Londres on és acollit per una banda de nens delinqüents dirigits per Fagin (Rom Moody) i Bill Sikes (Oliver Reed).

## Repartiment
- Ron Moody - Fagin
- Oliver Reed - Bill Sikes
- Harry Secombe - Mr. Bumble
- Mark Lester - Oliver Twist
- Jack Wild - The Artful Dodger
- Hugh Griffith - El Magistrat
- Shani Wallis - Nancy
- Joseph O'Conor - Mr. Brownlow
- Peggy Mount - Mrs. Bumble
- Leonard Rossiter - Mr. Sowerberry
- Hylda Baker - Mrs. Sowerberry
- Kenneth Cranham - Noah Claypole
- Megs Jenkins - Mrs. Bedwin
- Sheila White - Bet
- Wensley Pithey - Dr. Grimwig

## Premis i nominacions

### Premis
- 1969: Oscar honorífic per Onna White pels seus mèrits coreogràfics
- 1969: Oscar a la millor pel·lícula
- 1969: Oscar al millor director per Carol Reed
- 1969: Oscar a la millor direcció artística per John Box, Terence Marsh, Vernon Dixon i Ken Muggleston
- 1969: Oscar al millor so
- 1969: Oscar a la millor banda sonora per Johnny Green
- 1969: Globus d'Or a la millor pel·lícula musical o còmica
- 1969: Globus d'Or al millor actor musical o còmic per Ron Moody

### Nominacions
- 1969: Oscar al millor actor per Ron Moody
- 1969: Oscar al millor actor secundari per Jack Wild
- 1969: Oscar al millor guió adaptat per Vernon Harris
- 1969: Oscar a la millor fotografia per Oswald Morris
- 1969: Oscar al millor vestuari per Phyllis Dalton
- 1969: Oscar al millor muntatge per Ralph Kemplen
- 1969: Globus d'Or al millor director per Carol Reed
- 1969: Globus d'Or al millor actor secundari per Hugh Griffith
- 1969: Globus d'Or a la millor nova promesa masculina per Jack Wild
- 1969: BAFTA a la millor pel·lícula
- 1969: BAFTA al millor actor per Ron Moody
- 1969: BAFTA a la millor direcció artística per John Box
- 1969: BAFTA al millor vestuari per Phyllis Dalton
- 1969: BAFTA al millor director per Carol Reed
- 1969: BAFTA al millor muntatge per Ralph Kemplen
- 1969: BAFTA a la millor nova promesa per Jack Wild
- 1969: BAFTA a la millor banda sonora per John Cox i Bob Jones